# Moderní revue
Moderní revue (plným názvem Moderní revue pro literaturu, umění a život) byl časopis, který se věnoval současné literatuře (domácí i překladové), výtvarnému umění, umělecké kritice a teorii. Vycházel mezi lety 1894–1925 a ovlivňoval několik generací moderních autorů a překladatelů.

## VznikModerní revue
Zakladatelem Moderní revue byl Arnošt Procházka ve spolupráci s Jiřím Karáskem ze Lvovic. Arnošt Procházka byl též vydavatelem. V září 1894 oznámily Literární listy vznik nové revue těmito slovy:
| „                          | Moderní revue... má býti výrazem mladého hnutí hnutí v české literatuře, které se dosud porůznu ohlašovalo... při čemž ovšem nebude program její exklusivní, nebude tedy Moderní revue výhradně symbolickou nebo naturalistickou nebo novoromantickou a jak ostatní názvy prapodivně znějí, nýbrž bude otevřena všem moderním. | “ |
| — A. Procházka, J. Karásek | |   |

Podnětem ke vzniku revue bylo postupné názorové rozcházení Procházky a Karáska s F. X. Šaldou a jejich obavy z toho, že by mohli ztratit možnost publikace v moravských časopisech Literární listy a Niva.

## ZaměřeníModerní revue
V devadesátých letech 19. století soustřeďovala Moderní revue básníky a prozaiky symbolismu a dekadence. Od počátku 20. století se věnovala novoromantickým a novoklasicistním tvůrčím postupům, po první světové válce byla její orientace krajně pravicová a nacionalistická.

## OsobnostiModerní revue
Moderní revue byla především spojena se jménem Arnošta Procházky. Ten se od roku 1901 stal jejím jediným vlastníkem a vydavatelem, zajišťoval její administraci a expedici a z platu úředníka dotoval její finanční ztráty. Po Procházkově smrti přestala Moderní revue vycházet.
Miloš Marten byl od počátku 20. století vůdčí kritickou osobností Moderní revue.
Za více než třicet let existence zveřejnila Moderní revue literární i výtvarná díla desítek českých i zahraničních autorů.

### Redaktoři
Arnošt Procházka, Viktor Dyk, Jiří Karásek ze Lvovic, Jarmil Krecar, František Kobliha

### Čeští přispěvatelé (výběr)
Arnošt Procházka, Jiří Karásek ze Lvovic, Miloš Marten, Stanislav Kostka Neumann, Karel Hlaváček, Petr Kles, Viktor Dyk, Otokar Březina, Jan Opolský, Vladimír Houdek

### Zahraniční přispěvatelé (výběr)
André Gide, Arthur Rimbaud, Gabriele d'Annunzio, Charles Baudelaire, Paul Verlaine, Stéphane Mallarmé, Oscar Wilde, Maurice Maeterlinck, Émile Verhaeren, Stanisław Przybyszewski, Richard Dehmel a Detlev von Liliencron, Hugo Salus, Paul Leppin aj.

### Výtvarníci (výběr)
Vratislav Hugo Brunner, František Kaván, Tavík František Šimon, Jan Štursa, Zdenka Braunerová, František Kobliha, Max Švabinský, Edvard Munch, Auguste Rodin, Aubrey Beardsley

## Překlady a výtvarné umění vModerní revue
Moderní revue tiskla nejen současné české autory, ale i zahraniční. Ty uváděla v překladech i v původních jazycích. Jednalo se o filozofy, francouzské proklaté básníky, symbolisty a další, jejichž mateřštinou byla francouzština, němčina, angličtina i další jazyky. Součástí byla i grafika moderních autorů, opět českých i zahraničních.

## KnihovnaModerní revue
Vydavatelé Moderní revue pečovali o krásnou knihu, která spojovala autora textu, výtvarníka, typografa a vazače knih k všestranně působivému výrazu. Knihovna Moderní revue doprovázela časopis po celou dobu jeho existence, vyšlo v ní 77 svazků.